# Guido Cerniglia
Guido Cerniglia, né à Palerme le 3 février 1939 et mort à Rome le 14 mai 2020, est un acteur italien.

## Biographie
À l'âge de dix-sept ans, Guido Cerniglia fréquente l'école de théâtre du Piccolo Teatro de Palerme. Quelques mois plus tard, il est choisi par Vincenzo Tieri (it), le père d'Aroldo Tieri, pour interpréter un petit rôle dans la pièce I mariti di Norella.
En 1957 il déménage à Rome, où il est engagé par Aroldo Tieri et Giuliana Lojodice pour jouer sous la direction de Mario Ferrero. Il commence à travailler avec plusieurs compagnies théâtrales.
Entre 1967 et 1969, il travaille comme speaker à la BBC de Londres.
Quand il rentre en Italie, il entame une longue carrière entre cinéma, télévision, mais surtout théâtre où il tient des rôles secondaires auprès d'acteurs comme Enrico Maria Salerno, Giancarlo Sbragia, Gianni Agus, Gino Bramieri, Lilla Brignone, Gastone Moschin et Ugo Tognazzi. Au cinéma, il joue sous la direction de Vittorio De Sica, Luigi Comencini, Nanni Loy, Luciano Salce, Édouard Molinaro, Alain Resnais e de nombreux autres.
Dans les années 1970, il commence à travailler également comme doubleur, et en 1980 il entre dans la société de doublage Società Attori Sincronizzatori (it) dont il sera ensuite conseiller, puis vice-président en 2001.

## Filmographie partielle

### Cinéma
- 1972 : L'Argent de la vieille (Lo scopone scientifico) de Luigi Comencini
- 1972 :  Lo chiameremo Andrea (littéralement « nous l'appellerons Andrea ») de Vittorio De Sica
- 1974 : Stavisky d'Alain Resnais
- 1978 : La Cage aux folles d'Édouard Molinaro (le docteur)
- 1982 : Viuuulentemente mia de Carlo Vanzina

### Télévision
- 1975 : Il Marsigliese, mini-série télévisée réalisée par Giacomo Battiato, produite par la Rai et diffusée sur cette chaîne en 1975.